# I Am the Bloody Earth
I Am the Bloody Earth er en ep af det britiske death/doom metal-band My Dying Bride, som blev udgivet den 24. januar 1994. 
Ep'en blev udgivet som en del af det begrænsede bokssæt ved navn The Stories sammen med bandets to andre ep'er Symphonaire Infernus et Spera Empyrium og The Thrash of Naked Limbs. Alle tre ep'er blev senere udgivet på opsamlingsalbummet Trinity i 1995, selvom sporet "Transcending (Into The Exquisite)" derpå var skiftet ud med "The Sexuality of Bereavement." "Transcending" var senere inkluderet på genudgivelsen af Turn Loose the Swans. Alle sangenes video er mulige at se på My Dying Brides DVD-udgivelse For Darkest Eyes.

## Sporliste
1. "I Am the Bloody Earth"
2. "Transcending (Into the Exquisite)"
3. "Crown of Sympathy" (Remix)